# Араповка (Оренбургская область)
Араповка — хутор в Переволоцком районе Оренбургской области в составе сельского поселения Япрынцевского сельсовета.

## География
Находится на расстоянии примерно 21 км по прямой от районного центра поселка Переволоцкий на север-северо-восток.

## Население
Население составляло 4 человека в 2002 году (100 % русские), 3 по переписи 2010 года.